# Парастаево
Парастаево (мар. Прастай) — деревня в Горномарийском районе Марий Эл Российской Федерации. Входит в состав Емешевского сельского поселения.
Численность населения — 80 чел. (2015 год).

## География
Располагается в 3,5 км от административного центра сельского поселения — села Емешево, на левом берегу реки Юнга.

## История
Марийское название деревни происходит от имени одного из первопоселенцев.
В конце XVIII — начале XX веков деревня входила в состав Больше-Юнгинской волости Козьмодемьянского уезда.
В списках населённых мест Казанской губернии 1859 года упоминается под официальным названием деревня Карамышева, в просторечии — Параста́ева.

## Население
| 1859 | 2002 | 2010 | 2013 | 2014 | 2015 |
| ---- | ---- | ---- | ---- | ---- | ---- |
| 231  | ↘95  | ↘74  | ↗76  | ↗81  | ↘80  |